# 9785 Senjikan
A 9785 Senjikan (ideiglenes jelöléssel 1994 YX1) a Naprendszer kisbolygóövében található aszteroida. Kobajasi Takao fedezte fel 1994. december 31-én.